# Fabio Depaoli
Fabio Depaoli (Riva del Garda, 24 de abril de 1997) é um futebolista profissional italiano que atua como lateral direito.

## Carreira

### Chievo
Fabio Depaoli se profissionalizou no Chievo, em 2016.